# Yachting (magazine)
Yachting est une revue mensuelle américaine consacrée au nautisme. Elle a été fondée en 1907 par Oswald Garrison Villard, éditeur du New York Evening Post et de The Nation.